# Cygnus OB2-12
Cygnus OB2 #12 là một ngôi sao dạng B với khối lượng 110 lần Khối lượng Mặt trời trong chòm sao Thiên Nga.